# Friedrich Wilhelm Siegmund von der Marwitz
Pour les articles homonymes, voir Marwitz.
Friedrich Wilhelm Siegmund von der Marwitz, né le 22 août 1726 à Königsberg-en-Nouvelle-Marche et mort le 22 novembre 1788 à Bielefeld, est un major-général prussien et colonel en chef du régiment Marwitz à pied (de).

## Biographie

### Origine
Il est le fils de Alexander Magnus Kurt von der Marwitz (de) (1693–1743) et de son épouse Charlotte Lucretia, née von Ilow († 1754). Son père est capitaine du 23e régiment d'infanterie "von Forcade" et seigneur de l'alleu de Grabow in der Neumark. Son frère est le général de division Kurt August von der Marwitz (de) (1737–1808).

### Carrière militaire
Marwitz suit une formation à la Maison des cadets de Berlin à partir de mars 1743, avant d'être nommé sous-officier du régiment du prince Auguste-Ferdinand de Prusse le 25 janvier 1746. Il est promu second lieutenant en novembre 1754. Durant la guerre de Sept Ans, il devient capitaine et commandant de compagnie et prend part aux batailles de Lobositz, Prague et Leuthen. Il est décoré de l'ordre Pour le mérite pour la bravoure dont il a fait preuve au cours de la bataille de Liegnitz.
Marwitz est promu major en 1768. En 1778–79, il prend part à la guerre de Succession de Bavière comme lieutenant-colonel. Il est ensuite promu colonel le 7 juillet 1779 puis nommé commandeur de régiment le 22 mai 1781. Il devient général-major le 22 mai 1787. Peu après, il devient commandeur du régiment « von Stwolinsky », avec lequel il marche vers Wesel pour combattre les émeutes venues des Pays-Bas.

### Mariage et descendance
En 1766, Marwitz épouse Christiane Friederike Karoline von Woldeck (1730–1804), la demi-sœur du lieutenant-général Hans Christoph von Woldeck. De ce mariage naissent trois fils :
- Ferdinand Hans Friedrich Christian (* 29 juin 1767; † 1er décembre 1794), second lieutenant prussien du 2e régiment de cuirassiers
- Alexander Wilhelm August Georg (* 7 janvier 1769; † 25 septembre 1827), captaine prussien

∞ Helene von Pritzelwitz, fille de Adolph Heinrich von Pritzelwitz (de)
∞ Johann Juliane Wilhelmine Auguste von Quast (* 8 avril 1774; † 4 mars 1831) à partir de 1822
- Karl Magnus Sigismund (* 14 mai 1770; † 26 octobre 1804), capitaine d'état-major prussien